# Niquelândia Airport
Niquelândia Airport är en flygplats i Brasilien.   Den ligger i kommunen Niquelândia och delstaten Goiás, i den centrala delen av landet, 160 km norr om huvudstaden Brasília. Niquelândia Airport ligger 823 meter över havet.
Terrängen runt Niquelândia Airport är kuperad åt nordost, men åt sydväst är den platt. Närmaste större samhälle är Niquelândia, 5,5 km sydost om Niquelândia Airport.
Omgivningarna runt Niquelândia Airport är huvudsakligen savann. Runt Niquelândia Airport är det glesbefolkat, med 14 invånare per kvadratkilometer.